# Relaciones Costa de Marfil-Rusia

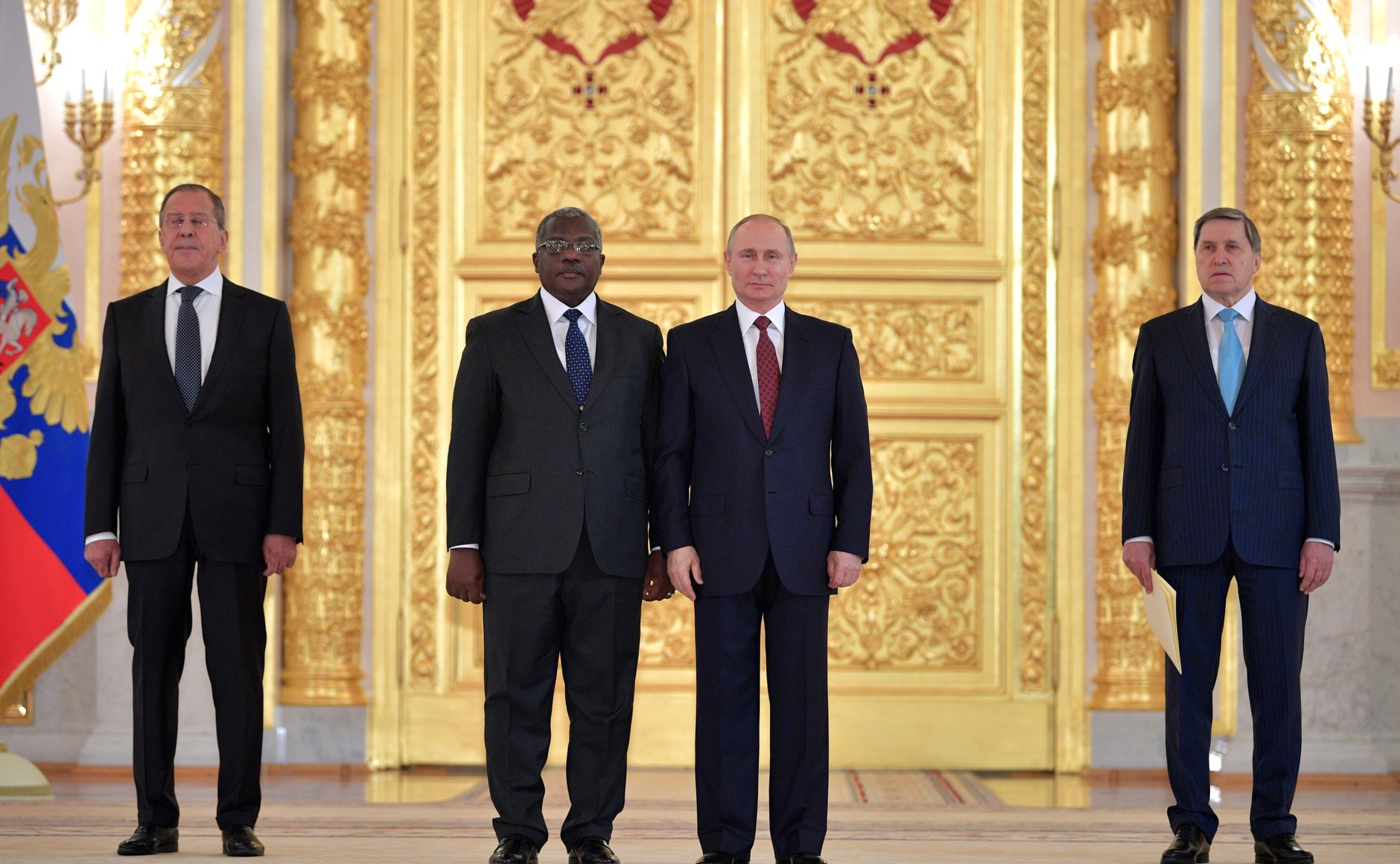
Vladímir Putin y Roger Niango, embajador marfileño en Rusia, 2018.

Las relaciones Costa de Marfil-Rusia (en ruso: Российско-ивуарские отношения, en francés: Rélations Côte d'Ivoire-Russie) son las relaciones entre dos países, la República de Costa de Marfil y la Federación Rusa. Rusia participa en misiones de las Naciones Unidas para ayudar a los marfileños. Las tareas se coordinan tanto desde la embajada en Abiyán como desde la de Acra en Ghana, en espera del resultado de la cumbre extraordinaria de Dakar, Senegal de la Comunidad Económica de Estados de África Occidental.

## Historia
Tras la disolución de la Unión Soviética, las relaciones entre los dos países son fuertes y amistosas, más aún desde que Rusia participa en las misiones de las Naciones Unidas al país. No obstante, surgió un pequeño problema debido al transporte a Rusia de diamantes sin cortar. Se promulgó una sanción contra Costa de Marfil por la violación de los derechos humanos y sanciones financieras contra individuos marfileños. El decreto es un movimiento simbólico de Rusia, conocida por su comercio de diamantes altamente secreto, lo que la convierte en destino de "diamantes de conflicto" de países arrasados por la guerra como Costa de Marfil o Liberia. Rusia tomó parte en la lucha contra este tipo de comercio de diamantes presidiendo el Comité de Participación del Proceso de Kimberley hasta que fue sustituido por Botsuana en enero de 2006.